# I Just Can't Stop Loving You
«I Just Can't Stop Loving You» («No puedo dejar de amarte», en su versión al español con el título «Todo mi amor eres tú») es una balada soft rock cantada a dúo por Michael Jackson y Siedah Garrett. Fue el primer sencillo del séptimo álbum de estudio en solitario del artista, Bad (1987), y alcanzaría el primero de los cinco números 1 en las listas del Billboard Hot 100 de Estados Unidos que lograría Michael con el álbum Bad. Es una canción escrita y compuesta por Michael Jackson en 1987. Fue interpretada en vivo en las giras Bad y Dangerous, y por última vez en el concierto de Royal Brunei, en 1996.

## Información de la canción
En un principio, Michael ofreció por iniciativa de Barry a diversas grandes cantantes formar parte del dúo, Barry propuso a amigas suyas, pero lo rechazaron. Estas fueron Barbra Streisand, Whitney Houston, Aretha Franklin y Agnetha Fältskog (del grupo ABBA, a quien Michael admiraba y tenía un amor platónico, según menciona Barry para BBC).
En 1995, la canción figuraría en el álbum recopilatorio de éxitos HIStory (Book I), y en el 2003 en el recopilatorio Number Ones. Al incluirse en el álbum, esta canción fue el único hit de todos sus álbumes que no presenta un videoclip.
Esta canción también fue grabada en español y lanzada al mercado ese mismo año de 1987. Fue adaptada al español por el cantautor panameño Rubén Bladés con el título "Todo mi amor eres tú". El tema en inglés salió como sencillo de Bad. A raíz de la desaparición física de Michael Jackson, Blades aseguró que fue "una gran experiencia" trabajar con Jackson, cuyo fallecimiento el jueves 25 de junio de 2009 estremeció al mundo del espectáculo. El intérprete de "Pedro Navaja", "Buscando América" y "Pablo pueblo" comentó su trabajo con Jackson a raíz de una pregunta que le hizo uno de sus seguidores por Internet y confesó que era la primera vez que alguien le pedía hablar del asunto.
"A mí me llamó Quincy Jones y me dijo que Michael Jackson quería cantar en español y Quincy me indicó que colaborara con él en eso", relató Blades. "Trabajé con él tres días; fue muy buen alumno. En realidad, tranquilo, sumamente profesional al margen de sus excentricidades y sus problemas, como profesional lo encontré sumamente preparado". "La canción la cantó tan bien (en español) que cuando llevó la versión a la compañía (de grabación) se pensó que no iban a creer que era él cantando", destacó el también actor de cine panameño.
Rubén Blades también reveló que la grabación se hizo en Los Ángeles y durante tres días estuvo junto al Rey del Pop, el productor Quincy Jones y el también productor Humberto Gatica, en la preparación del tema.
En 2012, para dar el inicio a la celebración de los 25 años del lanzamiento del álbum Bad, se vuelve a editar este sencillo incluyendo una nueva canción de Michael que sería incluida en el disco, pero queda fuera: «Don't Be Messin' 'Round».

## Lista de canciones
| Vinyl 7" Single |                                                     |                 |          |  |
| N.º             | Título                                              | Escritor(es)    | Duración |  |
| 1.              | «I Just Can't Stop Loving You» (con Siedah Garrett) | Michael Jackson | 4:17     |  |
| 2.              | «Baby Be Mine»                                      | Michael Jackson | 4:14     |  |

| CD Single 2012 |                                                                                      |                 |          |  |
| N.º            | Título                                                                               | Escritor(es)    | Duración |  |
| 1.             | «I Just Can't Stop Loving You (With Spoken Intro)» (con Siedah Garrett)              | Michael Jackson | 4:25     |  |
| 2.             | «Don't Be Messin' 'Round (Demo)» (Grabada entre 1986-87 durante las sesiones de Bad) | Michael Jackson | 4:25     |  |

## Posicionamiento en listas
| Lista (1987-1988)                          | Máxima posición |
| ------------------------------------------ | --------------- |
| Alemania (Offizielle Deutsche Charts)      | 2               |
| Australia (Kent Music Report)              | 10              |
| Austria (Ö3 Austria Top 40)                | 5               |
| Bélgica (Flandes) (Ultratop 50)            | 1               |
| Bolivia (UPI)                              | 7               |
| Canadá (RPM Top Singles)                   | 2               |
| España (PROMUSICAE)                        | 1               |
| Estados Unidos (Billboard Hot 100)         | 1               |
| Estados Unidos (Adult Contemporary)        | 1               |
| Estados Unidos (Hot R&B/Hip-Hop Songs)     | 1               |
| Estados Unidos (Hot Latin Songs Billboard) | 11              |
| Finlandia (Official Finnish Charts)        | 3               |
| Francia (SNEP)                             | 12              |
| Hungría (MAHASZ)                           | 6               |
| Irlanda (IRMA)                             | 1               |
| Nueva Zelanda (Recorded Music NZ)          | 3               |
| Noruega (VG-lista)                         | 1               |
| Países Bajos (Dutch Top 40)                | 1               |
| Países Bajos (Mega Single Top 100)         | 1               |
| Paraguay (UPI)                             | 4               |
| Reino Unido UK Singles (OCC)               | 1               |
| Sudáfrica (Springbok Radio)                | 7               |
| Suecia (Sverigetopplistan)                 | 2               |
| Suiza (Schweizer Hitparade)                | 2               |

## Créditos
- Escrita y compuesta por Michael Jackson
- Voz principal y coros: Michael Jackson y Siedah Garrett
- Bajo: Nathan East
- Batería: N'dugu Chancler
- Guitarra eléctrica: Dan Huff
- Pandereta: Paulinho Da Costa
- Piano y Sintetizadores: John Barnes.
- Adaptación Letra en español en "Todo mi Amor Eres tu": Rubén Blades
- Coros en "Todo mi Amor Eres tu": Tony DeFranco, Isela Sotelo & Darlene Kolden-Hoven